# Andrid
Andrid (ungarisch Érendréd oder Endréd) ist eine Gemeinde im Kreis Satu Mare im Nordwesten Rumäniens.

## Geographie

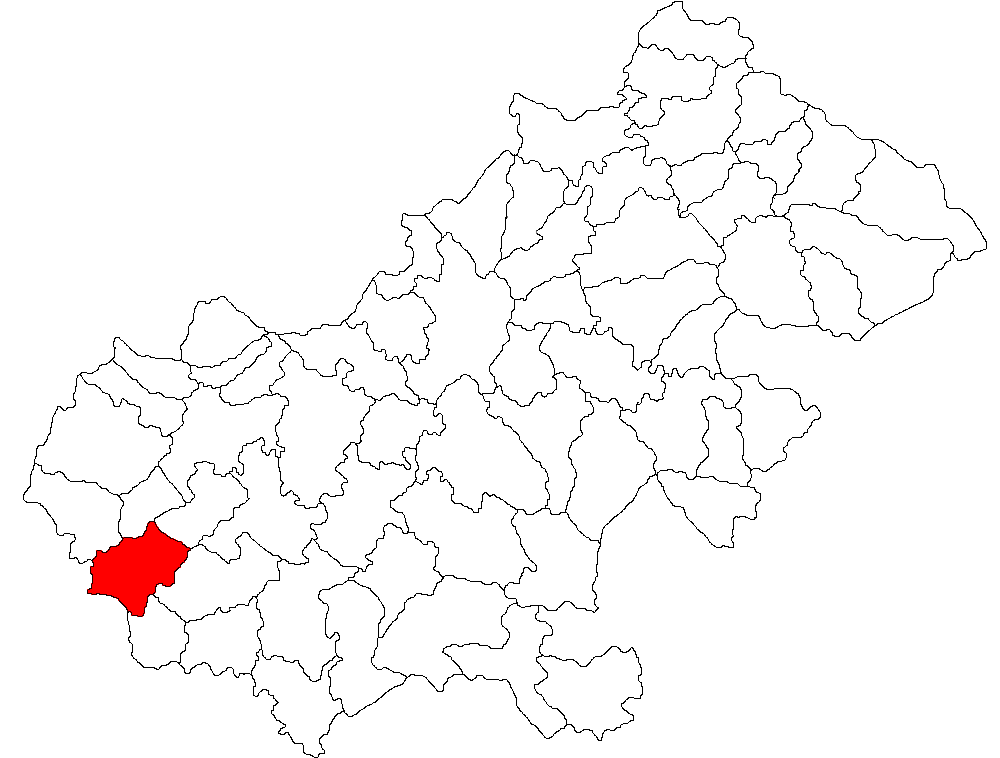
Lage der Gemeinde Andrid in Satu Mare

Die Gemeinde umfasst die Dörfer Andrid (Verwaltungssitz, 1321 Einwohner), Dindești (800) und Irina (560). Sie liegt im Südosten des Kreisgebiets in der Someș-Niederung an den Ufern des Flusses Ier, eines Zuflusses der Barcău, 24 km südlich von Carei und 59 km südwestlich der Kreishauptstadt Satu Mare. Im Westen grenzt die Gemeinde an Ungarn.

## Besonderheit
Andrid ist seit 1997 Europäisches Storchendorf. 1997 wurden nach verschiedenen Schutzmaßnahmen 37 Brutpaare gezählt, gegenüber 17 im Jahr 1984. Genistet wird vor allem auf Strommasten, die Nahrungssuche erfolgt auf den ausgedehnten Feuchtwiesen; der Bestand nimmt seit 1994 deutlich zu. Anfang Juli jedes Jahres wird ein Storchenfest gefeiert.